# Orde van Eer en Verdienste

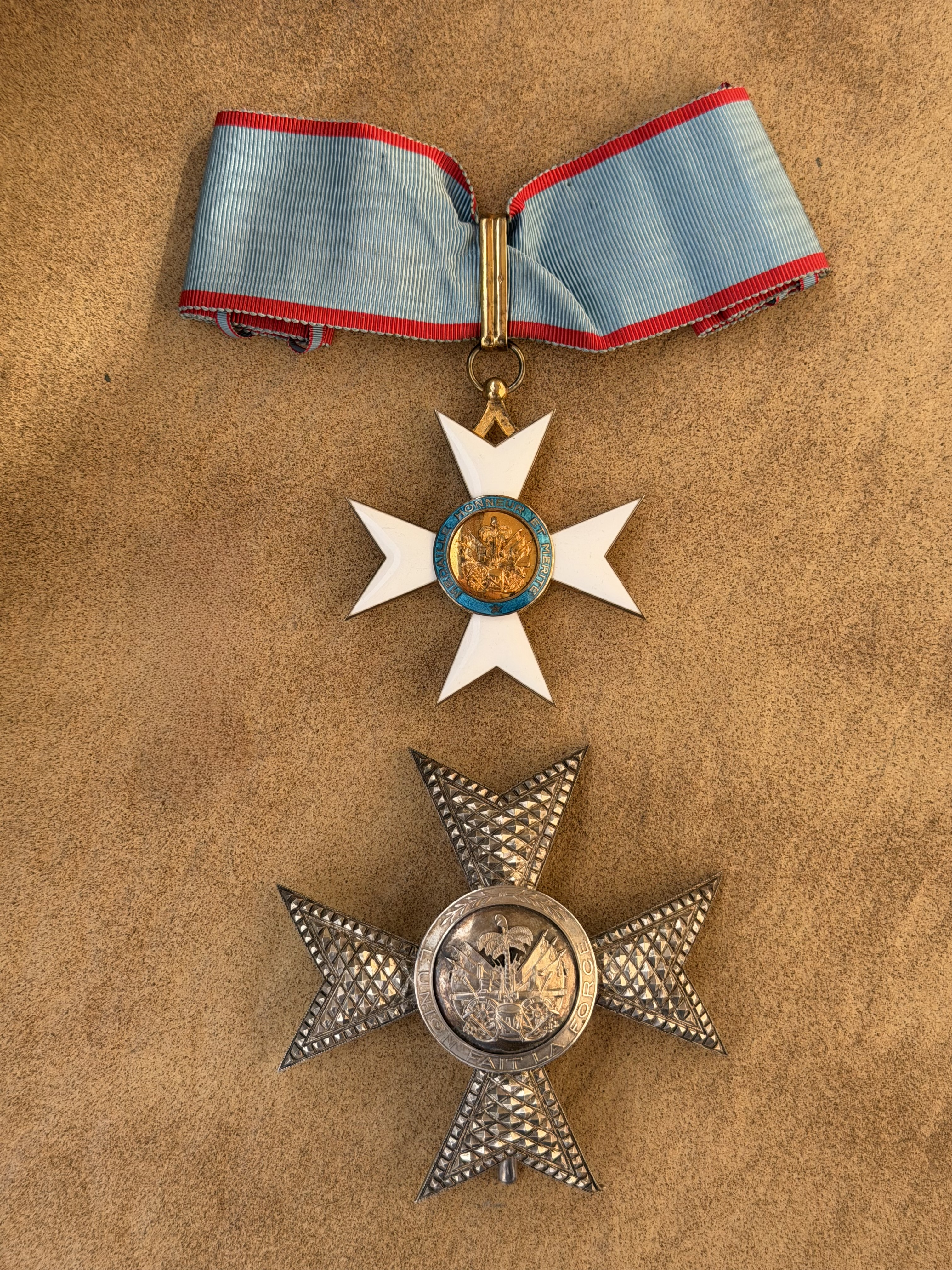
Orde van Eer en Verdienste

De Nationale Orde van Eer en Verdienste (Frans: "Ordre national d'honneur et de mérite") werd op 28 mei 1926 ingesteld door de President van Haïti. Deze ridderorde heeft de in het internationale diplomatieke verkeer gebruikelijke aantal van vijf graden.
De onderscheiding wordt voor maatschappelijke, diplomatieke en artistieke verdiensten toegekend en is, zeker in de hogere graden, vrij zeldzaam.

## De versierselen van de orde
Het kleinood is een achtpuntig wit geëmailleerd kruis zonder verhoging of ballen op de punten.
In het gouden medaillon staat het wapen van de republiek afgebeeld en op de lichtblauwe ring staat in gouden letters "MEDAILLE HONNEUR ET MÉRITE". De keerzijde toont het motto "LIBERTE EGALITE FRATERNITE" op de ring en "REPUBLIQUE D’HAÏTI" in het medaillon.
De ster is van zilver en heeft acht punten en hetzelfde model als het kleinood. In het midden is het medaillon geplaatst.
Het lint is lichtblauw met rode biezen.

## Klasse
- Grootkruis
- Grootofficier
- Commandeur
- Officier
- Ridder

| Batons van de Orde van Eer en Verdienstee | Batons van de Orde van Eer en Verdienstee | Batons van de Orde van Eer en Verdienstee | Batons van de Orde van Eer en Verdienstee | Batons van de Orde van Eer en Verdienstee |
| ----------------------------------------- | ----------------------------------------- | ----------------------------------------- | ----------------------------------------- | ----------------------------------------- |
| Grootkruis                                | Grootofficier                             | Comandeur                                 | Officier                                  | Ridder                                    |

## Decoranti
- Haile Selassie